# أرصفة نيويورك (فلم 2001)
أرصفة نيويورك هو فيلم درامي كوميدي أمريكي عام 2001 كتبه وأخرجه إدوارد بيرنز، الذي شارك أيضًا في الفيلم. تتبع الحبكة ثماني دورات في حياة ستة من سكان مانهاتن الذين تشكل روابطهم البينية دائرة تضع كل منهم أقل من ست درجات من الانفصال عن الآخرين.

## فريق التمثيل الرئيسي
- إدوارد بيرنز في دور تومي رايلي
- روزاريو داوسون في دور ماريا تيديسكو
- ديفيد كرومهولتز في دور بنيامين بازلر
- بريتاني ميرفي في دور اشلي
- ستانلي توتشي في دور جريفين ريتسو
- هيذر جراهام في دور آني ماثيوز
- دينيس فارينا في دور كاربو

## الإستقبال

### إستقبال النقاد
في مراجعته في صحيفة نيويورك تايمز ، قال أي أو سكوت، «على الرغم من فشله في أن يكون مثيراً جدًا للاهتمام، إلا أن أرصفة نيويورك ، مثل الأشخاص الذين يسكنون نيويورك، من المستحيل أن تكرههم. إذا لم يكن الأمر مضحكًا بشكل خاص، فهو مرح بشكل جذاب، ويقوم الممثلون بأداء جيد في حدود النص. . . يستحق [بيرنز] الفضل في تجنبه الكليشيهات السعيدة التي تشوه الكثير من الكوميديا الرومانسية المعاصرة. ويرى الحب الذي يخرج من الأرصفة، في حين أنه ليس خاصة عميقاً أو ذو معنى، وممتع دون سخرية تماماً.» 
لاحظ روجر إيبرت من شيكاغو سن-تايمز أن «الفيلم يعيش عند التقاطع بين وودي آلن و الجنس والمدينة . . . [إنه] مضحك دون أن يكون مرحًا، مؤثرًا ولكن ليس باكيًا، ويتحدث بالطريقة التي يعبر بها بيرنز، عن طريق قضم الفكرة بجدية كما لو كان يخشى أن لبها بذور.» 
قال ميك لاسال من صحيفة سان فرانسيسكو كرونيكل ، «في عالم هذه الصورة، كل ما يفعله الناس بملابسهم هو خدعة، أو في أحسن الأحوال بعض الانحراف الضعيف بين تشنجات الحياة الواقعية التي تحدث فقط في غرفة النوم. قد تكون هذه هي الطريقة التي يفكر بها الصغار جدًا، ولكن كعرض تقديمي للكبار، فإن أرصفة نيويورك غريب تمامًا. إنه أيضًا مشهد بعد مشهد، حسن التمثيل ومكتوب بشكل جيد. يكتب بيرنز حوارًا ذكيًا، وهو يعرف كيفية العمل مع الممثلين».

### الأرباح
تم عرض الفيلم على 224 شاشة وحقق 2,402,459 دولارًا في الولايات المتحدة. وجمع شباك التذاكر الدولي 1.1 مليون دولار أخرى.

## روابط خارجية
- Sidewalks of New York  في قاعدة بيانات الأفلام على الإنترنت (بالإنجليزية)
- أرصفة نيويورك (فلم 2001) في روتن توميتوز.